# Włodzimierz Kozłowski-Bolesta
Włodzimierz Kozłowski-Bolesta, v německojazyčných pramenech též Wladimir Kozłowski-Bolesta (8. prosince 1858 Krzywcza – 24. listopadu 1917 Lvov), byl rakouský právník a politik polské národnosti z Haliče, v závěru 19. století a počátkem 20. století poslanec Říšské rady.

## Biografie
Vystudoval Jagellonskou univerzitu v Krakově. Roku 1884 získal titul doktora práv. V zahraničí pak studoval národohospodářství. Od roku 1889 byl poslanec Haličského zemského sněmu.
V 80. letech 19. století se zapojil i do celostátní politiky. V doplňovacích volbách roku 1888 získal mandát na Říšské radě za velkostatkářskou kurii, obvod Halič. Slib složil 12. května 1888, rezignace oznámena na schůzi 17. května 1888, 30. ledna 1889 opětovně složil slib. Mandát obhájil v řádných volbách do Říšské rady roku 1891, volbách do Říšské rady roku 1897 a volbách do Říšské rady roku 1901. Rezignoval 10. června 1902, nová rezignace proběhla 16. října 1902 po opětovném zvolení. Opět do parlamentu nastoupil 24. března 1905 místo Eugeniusze Abrahamowicze. Zvolen byl rovněž v řádných volbách do Říšské rady roku 1907, konaných poprvé podle všeobecného a rovného volebního práva (obvod Halič 67). Za týž obvod uspěl i ve volbách do Říšské rady roku 1911. Ztratil mandát 30. května 1917 na základě rozsudku okresního soudu ve Lvově zakazujícího veřejné vystupování. Do parlamentu pak místo něj usedl Edmund Galik. Profesně byl k roku 1897 uváděn jako statkář v obci Zabłotce.
Patřil do východohaličské konzervativní skupiny (tzv. Podolacy). V červenci 1911 po volbách byl zvolen za člena organizačního výboru tohoto uskupení. V parlamentu patřil do střechové poslanecké skupiny Polský klub. Byl aktivní v hospodářském výboru sněmovny. Prosazoval federalistické uspořádání státu a autonomii Haliče. Odmítal ukrajinské národní hnutí v Haliči. Institutu Ossolineum odkázal značné sbírky historických artefaktů.